# Artem Vedel
Artem Vedel (tudi Artemij Vedel; rusko Артемий Ведель), ukrajinski skladatelj,  * 1767, Kijev, † 14. julij 1808, Kijev.
Vedel je komponiral predvsem glasbo za ortodoksno (pravoslavno) cerkev.